# 溫斯坦影業
溫斯坦影業 (The Weinstein Company，TWC) 是一家美国电影公司，由哈維·溫斯坦和鲍勃·溫斯坦兄弟在离开米拉麥克斯影業后于2005年创建，2018年破产，被Lantern Capital收购之后成为灯笼娛樂。
該公司於2017年10月解雇了聯合創始人兼首席執行官哈維·溫斯坦，此前有70多名女性出面指控他進行性騷擾，毆打或強姦。 2018年2月26日，溫斯坦影業在一份聲明中宣布，在與總統奥巴马領導下的小企業管理局前負責人瑪麗亞康特雷拉斯·斯威特（Maria Contreras-Sweet）領導的一個投資集團的收購協議破產後，將宣布破產。 然而，令人驚訝的是，TWC董事會和投資集團於2018年3月1日證實，他們達成了TWC將以5億美元出售其所有資產的交易。 2018年3月6日，該工作室公佈了額外的5000萬美元債務後，收購交易再度崩潰。 該公司於2018年3月19日申請破產保護。 2018年5月1日，Lantern Capital成為該公司破產拍賣的贏家。 2018年7月16日，宣布該公司將更名為灯笼娛樂。